# Jijé
Jijé, echte naam Joseph Gillain (Gedinne, 13 januari 1914 – Versailles, 19 juni 1980) was een Belgisch striptekenaar, bekend als striptekenaar van de reeksen Robbedoes en Kwabbernoot, Blondie en Blinkie en Jerry Spring.

## Eerste jaren
Joseph Gillain wordt geboren op 13 januari 1914 in Gedinne, in het Waalse gedeelte van België.  
Hij is veertien als zijn talent wordt gezien door de beeldhouwer Alex Daoust, die hem adviseert om op de kloosterschool  Saint-Joseph van Maredsous in Dinant de lessen houtbewerking, orfèvrerie (goudsmidswerk), tekenen en schilderen te volgen. De studie duurt drie jaar, waarna Gillain zich inschrijft voor een avondcursus tekenen op de Université du Travail in Charleroi. Hier maakt hij kennis met de methode die werd aangeleerd door de schilder Léo van den Houten  en die erin bestond te tekenen zonder naar je blad te kijken. Als hij deze studie heeft afgerond volgt hij nog enige tijd de avondcursus tekenen en schilderen aan de kunstacademie van Brussel terwijl hij overdag kunstnijverheidsschool volgt. Nadat hij in Luik zijn diensttijd heeft vervuld begint hij zijn eerste stripverhalen te verkopen.  In 1936 creëert hij zijn eerste stripfiguur: Jojo. De avonturen van deze stripheld verschijnen in Le Croise, het weekblad van de Christelijke Eucharistische Kruistocht. Jojo beleeft  er zijn avonturen van 17 mei 1936 tot 2 juli 1939. Aanvankelijk is de stijl van Hergé nog terug te vinden in deze strip, maar Gillain leert snel bij. Een tweede serie, Blondie en Blinkie, volgt snel. Hun avonturen verschenen in een ander katholiek weekblad, Petits Belges. De oorspronkelijke naam van Blondie en Blinkie is Wietje en Krol. Hun eerste avonturen verschijnen tussen 1939-1942 onder de titel Wietje en Krol in Amerika, Wietje en Krol in strijd met de gangsters en Jonge vleugels. Als illustrator is Gillain tussen 1937-1942 actief voor Les Cahiers Wallons waarvoor hij diverse omslagen maakt en houtgravures voor illustraties.

## Robbedoes
In 1939 gaat Gillain werken voor het pas gestarte weekblad Robbedoes (Spirou in Frankrijk en Wallonië). Hier publiceert hij Freddy Fred en de Hindoesleutel (1939) en Theo en Thea in de Himalaya (Trinet et Trinette dans l'Himalaya) van 16 november 1939 tot 24 april 1941) gevolgd door Bloed op de sneeuw (van 1 tot 29 mei 1941). Dit verhaal bleef onvoltooid, maar zou de basis vormen voor het verhaal Kamiliola in de reeks Blondie en Blinkie. Als tekenaar Robert Velter, alias Rob-Vel, gewond raakt in de strijd tegen de binnenvallende Duitsers in mei 1940, neemt Gillain eind 1940 tijdelijk de hoofdserie Robbedoes van het blad over. Als de Duitsers uiteindelijk de Lage landen en Frankrijk bezetten in mei en juni 1940 kan Robbedoes  geen tekeningen meer uit het buitenland ontvangen. Tijdens de vier jaar dat de bezetting in België duurt, tekent  Gillain de meeste strips, inclusief de door hem getekende episodes van stopgezette Amerikaanse series. Zo maakt hij  het lopende verhaal van Red Ryder af en tekent  een bladzijde voor een Supermanverhaal. Hij werkt dan ook aan twee getekende biografieën Don Bosco (1941-1942) en Christoffel Columbus (1942-1945). Op scenario van Jean Doisy tekent hij zijn eigen strip met een realistisch karakter Jan Kordaat. In 1943 neemt hij definitief het tekenwerk van de serie Robbedoes over. Samen met scenarist Doisy bedenkt hij een sidekick voor de piccolo, Kwabbernoot.

## Na de bevrijding
Na de bevrijding groeit Gillain uit tot een mentor van diverse jongere tekenaars. Hij leidt tekenaar Willy Maltaite, later beter bekend als Will, op en als de gebroeders Dupuis hem vragen als adviseur, traint hij ook talenten als André Franquin, Maurice De Bevere alias Morris, Eddy Paape en Victor Hubinon. Later komen hier ook tekenaars als Roba en Peyo bij. Ze staan bekend als de ‘school van Marcinelle’ (de plaats waar ook uitgever Dupuis is gevestigd). Zelf blijft hij betrokken bij de stripreeksen van Jan Kordaat en Blondie en Blinkie. Gillain ondertekent steeds vaker met zijn pseudoniem Jijé ([ʒiʒe]), dat zijn zijn initialen J.G., op de Franse manier uitgesproken. Samen met Morris, Franquin en Will begint Gillain een samenwerking. De groep, al snel ‘de bende van vier’ genoemd, werkt vanuit het huis van Gillain in Waterloo. Gillain geeft zijn  bestaande series door aan zijn protegés: André Franquin krijgt Robbedoes en Kwabbernoot, Eddy Paape Jan Kordaat en Victor Hubinon Blondie en Blinkie. Ondertussen voltooit Gillain in 1947 een biografie over Jezus Christus onder de titel Emmanuel. Niet lang daarna reist hij met Franquin en Morris naar de VS. Gillain is onder de indruk van Amerika en laat zijn gezin overkomen, samen met hen verblijft hij drie jaar in Mexico en de VS. Daar werkt hij aan een getekende biografie van Baden-Powell. Als hij terugkeert blijft hij werken aan nieuwe episoden van Blondie en Blinkie (vijf delen tussen 1951 en 1955) en illustreert hij een aantal afleveringen van De Graaf van Monte Christo voor het tijdschrift Le Moustique (1951-1952).

## De geboorte van Jerry Spring
Het verblijf in de VS inspireert Gillain tot een nieuw strippersonage, de cowboy Jerry Spring. Tussen 1954 en 1977 verschijnen er eenentwintig albums. Het is de eerste realistische westernstrip van Europese origine en tekenaars als Jean Giraud en Hermann worden er door beïnvloed. Gillain schrijft en tekent de nieuwe serie maar gebruikt soms ook de scenario’s van Maurice Rosy, René Goscinny, Jean Acquaviva, Daniel Dubois, Jacques Lob en later ook van zijn eigen zoon Philippe. Ondertussen is Gillain verhuisd naar Champrosay, een gehucht in de gemeente Draveil bij Parijs, waar hij voor het tijdschrift Robbedoes blijft werken. Vanaf oktober 1956 werkt hij weer aan de avonturen van Jan Kordaat. In deze reeks publiceert  hij Jan Kordaat tegen de Zwarte Zon (1956), De Diamantbende (1957), De Zaak Barnes (1957-1958), Het Boze Oog (1958), Neptunus' Geheim (1959-1960), Afspraak aan de Yukon (1961-1962), De Terugkeer van Jan Kordaat (1963), De Grote Rush (1964) en Duel der Idolen (1965). Ook werkt hij aan projecten als Dokter Gladstone, en een biografie van Charles de Foucauld.

## Overnames
In de jaren zestig bleef Gillain werken aan zijn Jerry Spring, maar nam hij ook een aantal populaire series van andere tekenaars over. Toen Albert Uderzo zich wilde concentreren op het tekenwerk van de serie Asterix nam Gillain het tekenwerk aan de strip Tanguy en Laverdure van hem over. Tussen 1967 en 1979 tekende Gillain dertien albums voor de reeks. Dramatischer was de overname van de strip Roodbaard van Victor Hubinon. Hubinon overlijdt in 1979 op 54-jarige leeftijd plotseling aan een hartaanval. Behalve het werk aan deze series begint hij in 1974 ook weer aan nieuwe avonturen van Jerry Spring.  In 1977 wordt Gillain op het festival van de stad Angoulême onderscheiden met de Grand Prix voor zijn hele oeuvre. Gillain is dan al ziek en op 19 juni 1980 overlijdt hij op 66-jarige leeftijd. Zijn erfenis is imposant. In veertig jaar heeft hij meer dan zeventig verhalen getekend.

## Museum
Van 2003 tot 2005 was er in Brussel een museum gewijd aan het leven en werk van Jijé.